# André Pousse
André Pousse (20 de octubre de 1919 – 9 de septiembre de 2005) fue un actor cinematográfico y televisivo francés, que en su juventud fue también un destacado ciclista.

## Biografía
Su nombre completo era André Joseph Pousse, y nació en París, Francia. 
Aunque es conocido principalmente por su faceta de actor, Pousse en sus inicios fue ciclista profesional, dedicado principalmente a las carreras en pista. Su mayor logro como ciclista tuvo lugar en el infame Vél d'Hiv (Velódromo de Invierno) de París, donde ganó los prestigiosos "seis días de Vél d'Hiv" desde 1942 a 1949. Pousse se retiró de las carreras en 1950, y en esa década tuvo una relación con Édith Piaf.
A partir de los años sesenta se convierte en actor cinematográfico y televisivo, interpretando principalmente papeles de gánsteres en filmes policiacos de la época.
Además de actor, fue agente de otros intérpretes, al igual que uno de los directores artísticos del Moulin Rouge y de otros locales, entre ellos el Casino du Liban, a la vez que fundador y propietario de la discoteca "La Loco", en París.
André Pousse falleció el 9 de septiembre de 2005 en Gassin, Francia, a causa de un accidente de tráfico ocurrido cuatro días antes. Fue enterrado en La Garde-Freinet.

## Filmografía

### Cine
- 1963 : D'où viens-tu Johnny ?, de Noël Howard
- 1966 : Ne nous fâchons pas, de Georges Lautner
- 1967 : Un idiot à Paris, de Serge Korber
- 1968 : Fleur d'oseille, de Georges Lautner
- 1968 : Faut pas prendre les enfants du bon dieu pour des canards sauvages, de Michel Audiard
- 1968 : Catherine, il suffit d'un amour, de Bernard Borderie
- 1968 : Le Pacha, de Georges Lautner
- 1969 : Des vacances en or, de Francis Rigaud
- 1969 : Une veuve en or, de Michel Audiard
- 1969 : El clan de los sicilianos, de Henri Verneuil
- 1970 : Tumuc Humac, de Jean-Marie Périer
- 1970 : Trop petit, mon ami, de Eddy Matalon
- 1971 : Comptes à rebours, de Roger Pigaut
- 1971 : Le drapeau noir flotte sur la marmite, de Michel Audiard
- 1972 : Elle cause plus, elle flingue, de Michel Audiard
- 1972 : Un flic, de Jean-Pierre Melville
- 1973 : Quelques messieurs trop tranquilles, de Georges Lautner
- 1973 : L'Insolent, de Jean-Claude Roy
- 1973 : Profession : Aventuriers, de Claude Mulot
- 1974 : OK patron, de Claude Vital
- 1974 : Bons baisers à lundi, de Michel Audiard
- 1975 : Flic Story, de Jacques Deray
- 1975 : Bons Baisers de Hong Kong, de Yvan Chiffre
- 1976 : Attention les yeux !, de Gérard Pirès
- 1976 : Oublie-moi, Mandoline, de Michel Wyn
- 1976 : Chantons sous l'occupation, de André Halimi
- 1977 : Drôles de zèbres, de Guy Lux
- 1977 : Le Cœur froid, de Henri Helman
- 1977 : La Septième Compagnie au clair de lune, de Robert Lamoureux
- 1979 : Les Égouts du paradis, de José Giovanni
- 1982 : Le Corbillard de Jules, de Serge Pénard
- 1982 : Deux heures moins le quart avant Jésus-Christ, de Jean Yanne
- 1999 : L'Âme-sœur, de Jean-Marie Bigard
- 1999 : Comme un poisson hors de l'eau, de Hervé Hadmar

### Cortometrajes
- 1992 : Tout petit déjà, de David Carayon
- 1994 : Requiem pour un con damné, de Dominique Bachy
- 1996 : Moi j'aime Albert, de Frédéric Chaudier
- 1996 : En panne, de Olivier Soler
- 1998 : Deux Bananes flambées et l'addition, de Gilles Pujol
- 2004 : Le Plein des sens, de Erick Chabot

### Televisión
- 1967 : Max le débonnaire (Serie TV)
- 1973 : Au théâtre ce soir : Le Million, de Georges Berr y Marcel Guillemaud
- 1977 : Madame le juge (Serie TV)
- 1978 : Le Sacrifice (Telefilme)
- 1978 : Sam et Sally, serie TV, de Nicolas Ribowski, episodio Lili
- 1981 : Le Mythomane (Serie TV)
- 1981 : Salut champion (Serie TV)
- 1982 : Mettez du sel sur la queue de l'oiseau pour l'attraper (Telefilme)
- 1983 : Le grand braquet (Telefilme)
- 1986 : Le Privé (Serie TV)
- 1988-1991 : Paparoff (Serie TV)
- 1989 : Le Retour de Lemmy Caution (Telefilme)
- 1994-1995 : Cluedo
- 1995 : La Tactique du critique (Telefilme)
- 1995 : Dindes au marron (Telefilme)
- 1995 : Le Dîner est servi (Telefilme)
- 1997 : Opération Bugs Bunny (Telefilme)
- 2000 : Les Bœuf-carottes (Serie TV, episodio 5 : Haute voltige)
- 2002 : Qui mange quoi ? (Telefilme)
- 2003 : Frank Riva (Serie TV)
- 2004 : Qui mange quand ? (Telefilme)